# Leucania rufolinea
Leucania rufolinea är en fjärilsart som beskrevs av Tutt 1891. Leucania rufolinea ingår i släktet Leucania och familjen nattflyn. Inga underarter finns listade i Catalogue of Life.